# Gambrus tricolor
Gambrus tricolor là một loài tò vò trong họ Ichneumonidae.